# Theridion antillanum
Theridion antillanum är en spindelart som beskrevs av Simon 1894. Theridion antillanum ingår i släktet Theridion och familjen klotspindlar. Inga underarter finns listade i Catalogue of Life.